# Бальян, Крикор

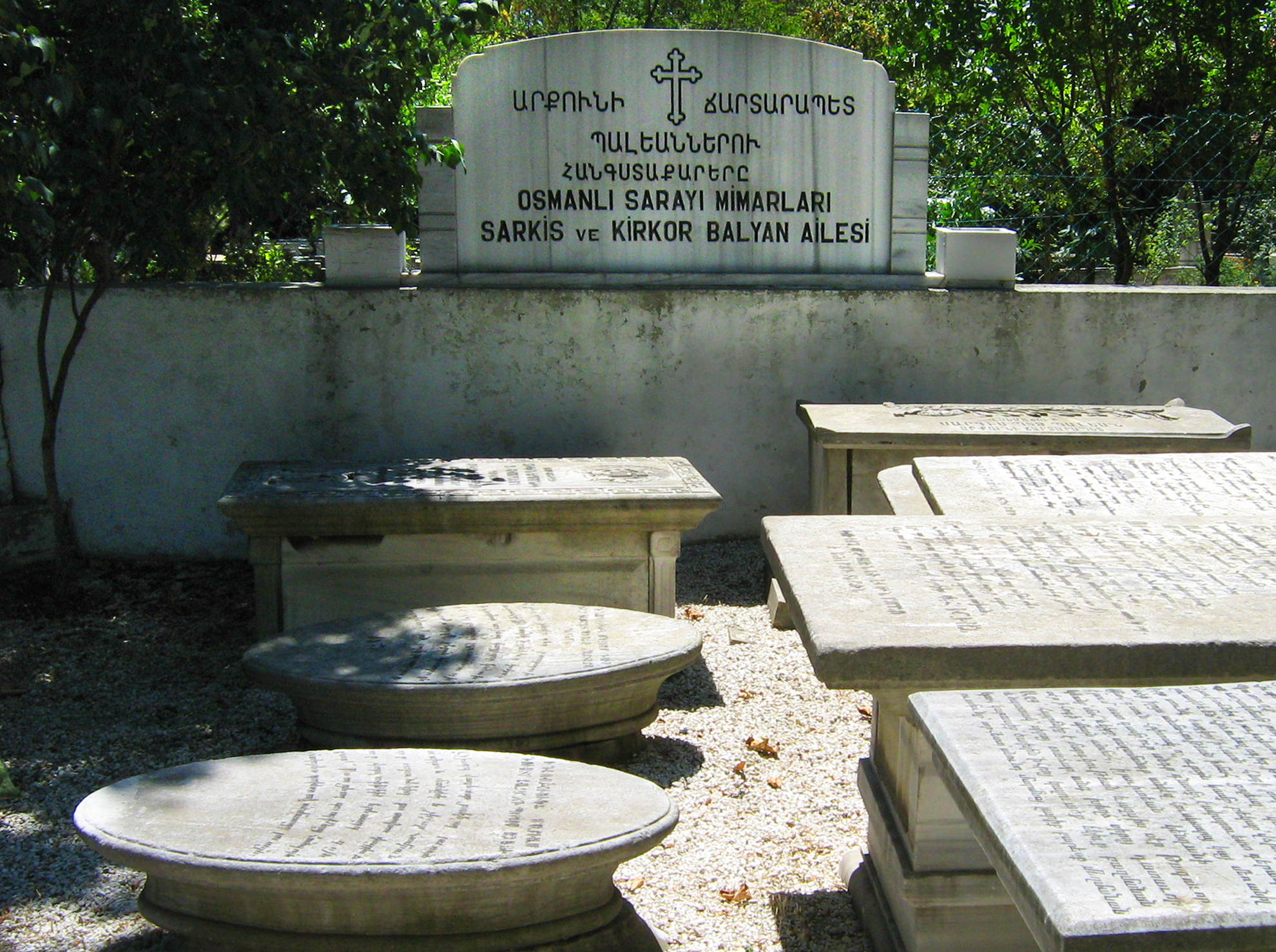
Могилы представителей династии Бальян на армянском кладбище в Ускюдаре.

Крикор Амира Бальян (арм. Գրիգոր Պալեան; 1764, Константинополь — 1831, там же) — османский архитектор армянского происхождения. Был первым представителем рода Бальянов, официально использовавшим эту фамилию.
Представитель армянской династии знаменитых османских архитекторов Бальянов, которые на протяжении XVIII—XIX веков служили придворными архитекторами османских султанов; несколько поколений архитекторов строили и реставрировали дворцы, мечети, киоски и другие публичные здания. Отец Карапета Бальяна .
Образование получил в Школе изящных искусств в Париже. Стал известен и популярен при султане Абдул-Хамиде I, который присвоил ему звание придворного архитектора.
Служил личным советником Селима III, входил в круг приближёных Махмуда II.
В 1820 году был сослан в Кайсери в центральной Анатолии из-за участия в конфликте между Армянской католической церковью и Армянской апостольской церковью, в конце концов помилован и вернулся в столицу Османской империи.

## Основные работы
- Дворец Сарайбурну (сгорел в 1875 г.).
- Дворец Бешикташ (на нынешнем месте дворца Долмабахче).
- Реконструкция дворца Чыраган 1805 г. (сожжен янычарами) .
- Дворец Валиде-султан.
- Дворец Дефтердар.
- Дворец Айналы Кавак.
- Мечеть Нусретие (1823—1826 гг.).
- Казарма Таксим (разрушена в 1909 г.).
- Казармы Селимие.
- Казармы Давутпаша (1826—1827 гг.).
- Казармы Бейоглу.
- Стамбульский монетный двор.

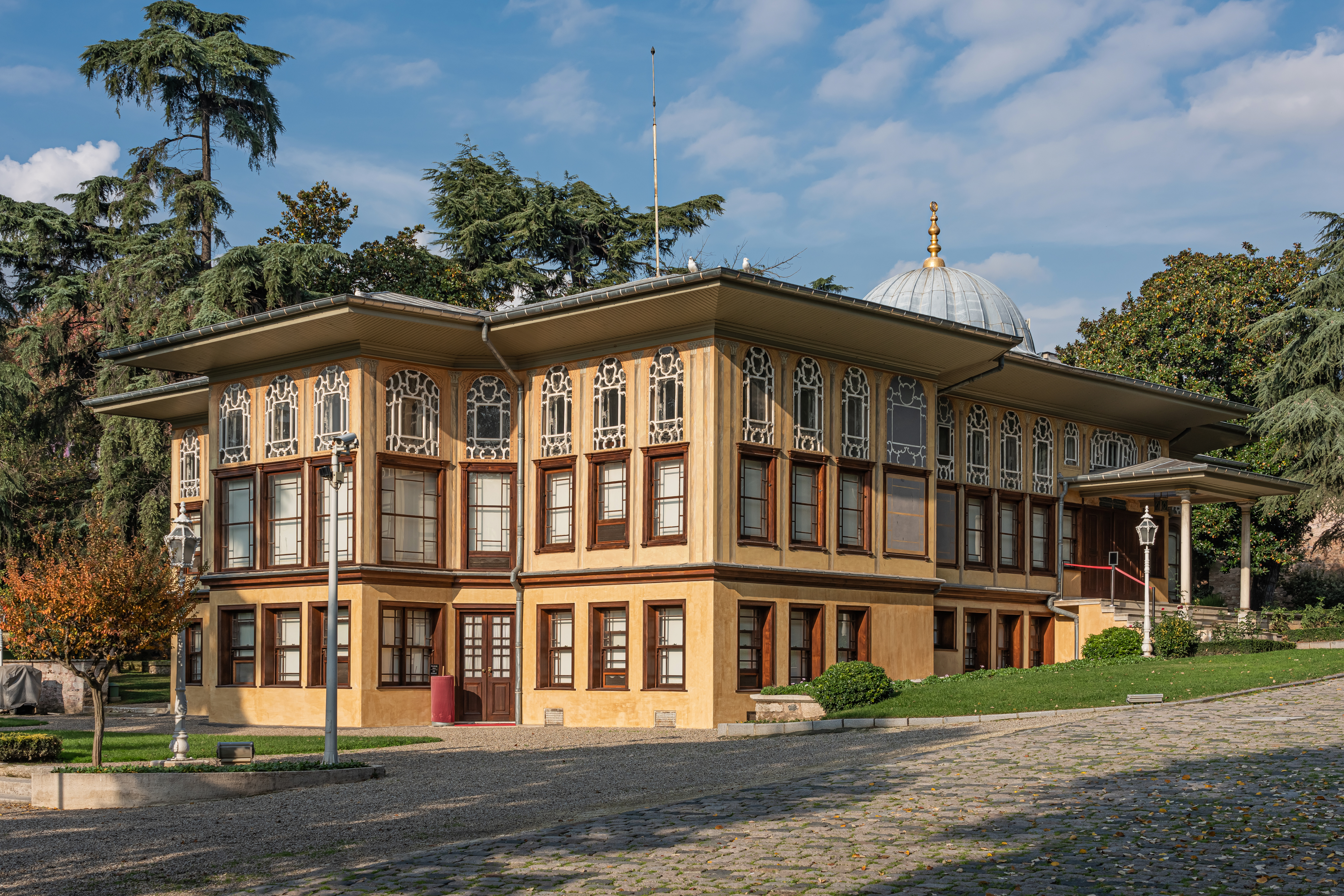
Дворец Айналы Кавак
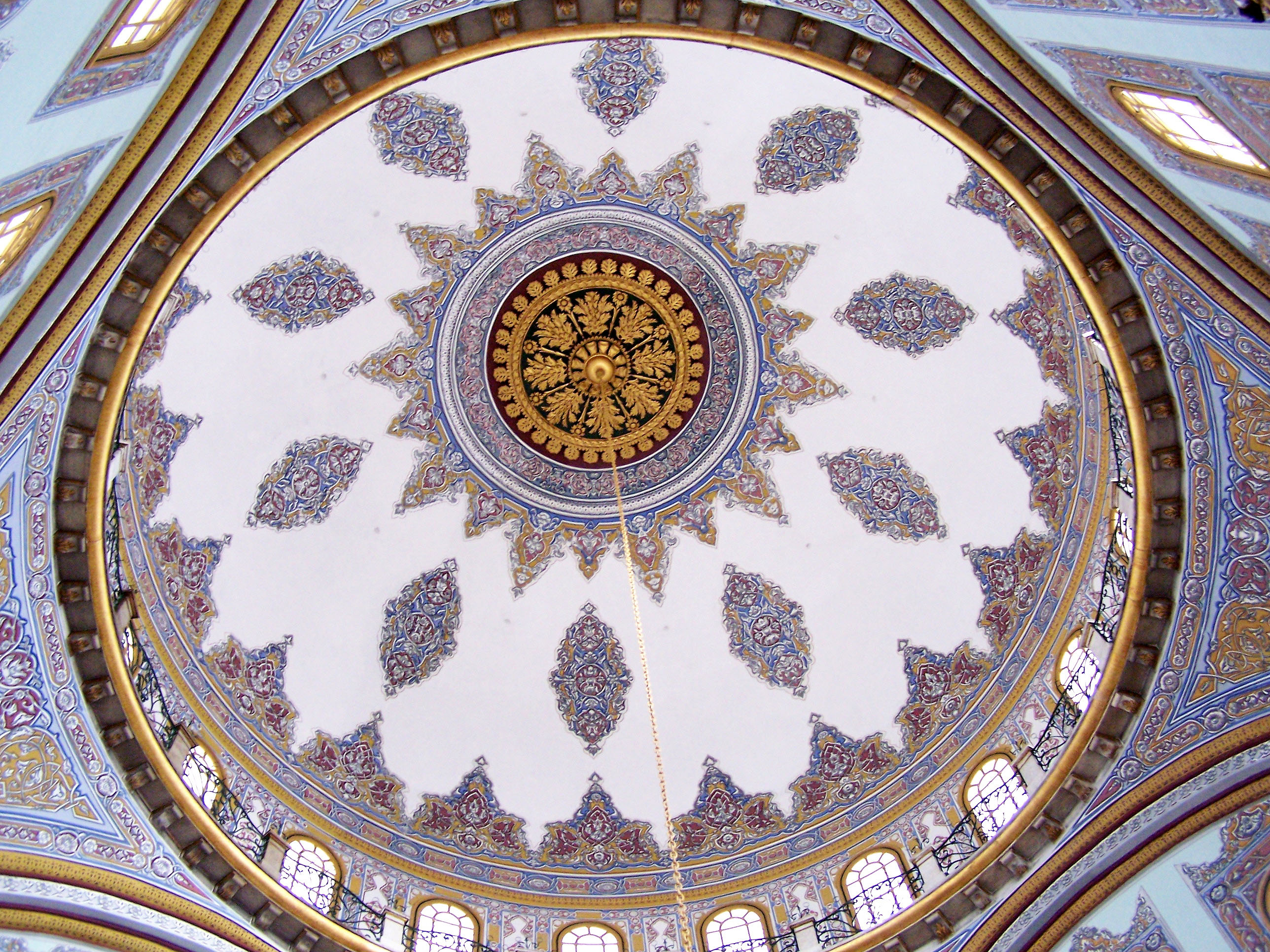
Мечеть Нусретие, внутренний вид
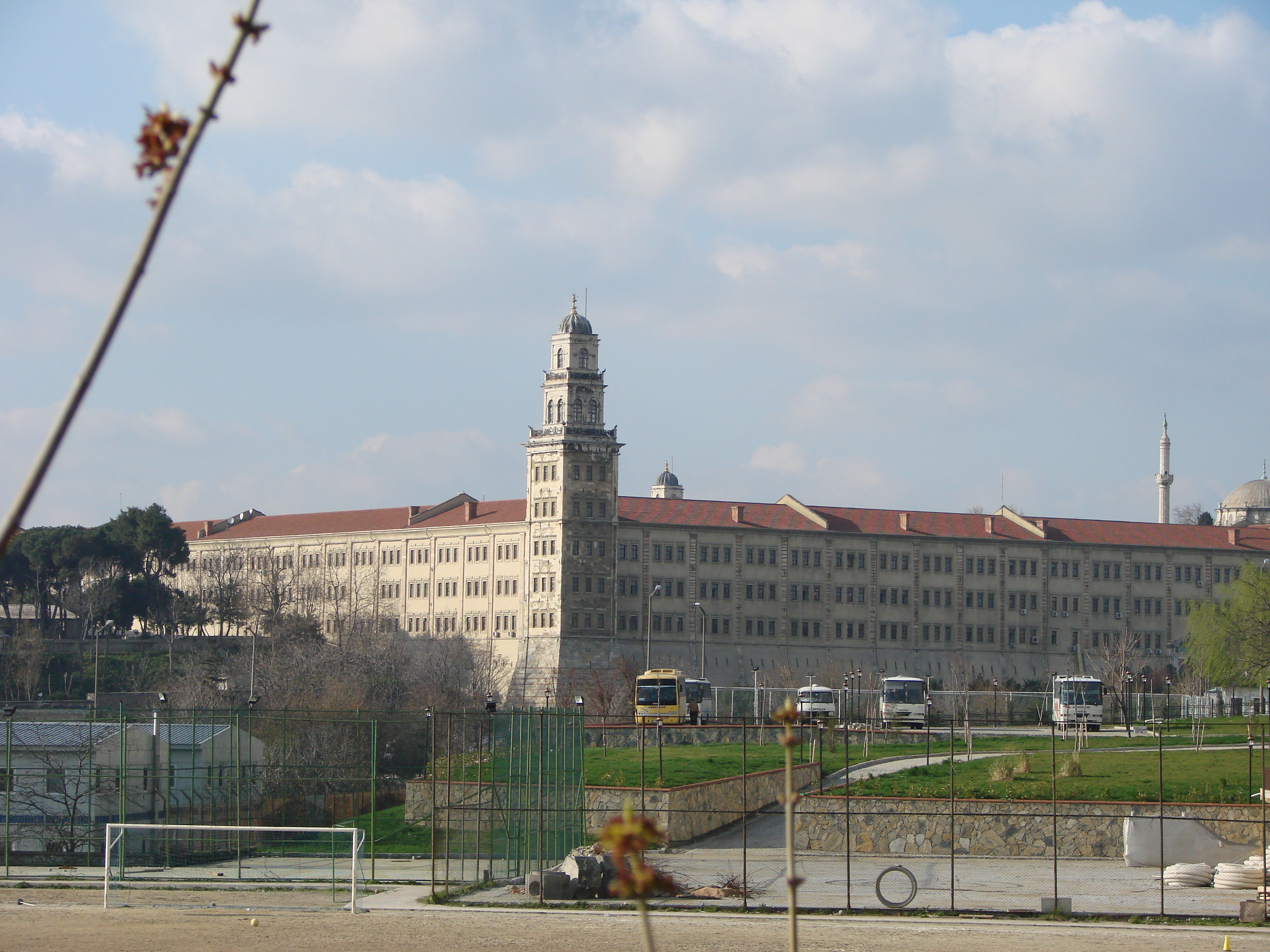
Казармы Селимие